# 圣母进教之佑圣殿 (塞维利亚)
圣母进教之佑圣殿（Basílica menor de María Auxiliadora）是西班牙塞维利亚的一座罗马天主教宗座圣殿，建于1627年. 属于鲍思高慈幼会。
2008年5月29日，教宗本笃十六世将该堂升格为宗座圣殿。这是塞维利亚的第四座宗座圣殿。